# Meine Herren Collegen!
Meine Herren Collegen! Moment-Aufnahmen von einer jungen Schriftstellerin ist ein Buch von Dora Duncker von 1894 über erfolgreiche Schriftsteller ihrer Zeit. Es wurde wahrscheinlich kurz nach seinem Erscheinen verboten und erst 2012 neu aufgelegt.

## Geschichte

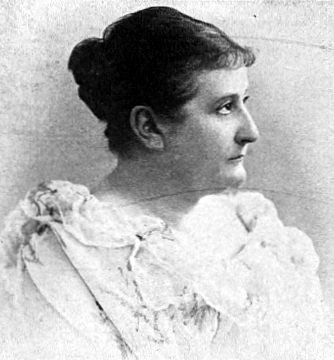
Dora Duncker, 1898

Die 38-jährige Schriftstellerin Dora Duncker wollte nach ihren Erfahrungen im Literaturleben Berlins ein Buch über einige bekannte Autoren schreiben. Dafür besuchte sie  um 1893 einige der erfolgreichsten und von Frauen viel gelesenen Schriftsteller und Feuilletonisten. Sie führte mit ihnen ein etwa halbstündiges Gespräch meist in deren Büros und fasste danach ihre Eindrücke in einer  kurzen Einschätzung zusammen.
Ihre Beschreibungen beruhten meist nur auf dieser einen kurzen Begegnung und waren daher von den jeweiligen Umständen beeinflusst. Dennoch bieten sie einen Eindruck von den beschriebenen Personen, von denen über einige heute nur wenige persönliche Beschreibungen bekannt sind.
Dora Duncker beschrieb die Autoren mit einem kritischen und genauen Blick.
Ihr Resümee war insgesamt ernüchtert:

„Meinen lieben Mitschwestern konnte ich die Enttäuschung nicht ersparen, daß ihre litterarischen Lieblinge nur sehr, sehr selten Adonisgestalten sind und die wenigen, die man hübsch nennen kann, sind bereits – versorgt.  (...)
Die Unverheirateten, die ich sah, waren zwar mitunter liebenswürdig, für manches Mädchenherz mag es aber doch besser sein, es schwärmt incognito für seinen Dichter. (...)
Mancher von ihnen ist ein grimmiger Feind der »Colleginnen«, wenn er auch sonst für die Zulassung der Frau zu allen Berufen, – den seinen nimmt er eben stillschweigend aus, – schriftlich plaidiert. Eine schriftstellernde Frau könnte vielleicht einen Roman oder Feuilletons liefern, die den seinigen vorgezogen werden; – schon dadurch wird sie gemeingefährlich. – 
Sollte hier oder dort eine junge Dame den kühnen Entschluß gefaßt haben, die Schriftstellerei als Lebensberuf und Broterwerb zu ergreifen, so warne ich sie, selbst wenn sie ein großes Talent ist, auf die Mithilfe ihrer männlichen Collegen zu rechnen. Ist sie jung und hübsch, so wird man sie sehr liebenswürdig empfangen und mit den schönsten Versprechungen hinauskomplimentieren; ist sie aber alt oder häßlich, dann wehe ihr! Immer aber wird man in ihr nur die Frau, nie die Collegin sehen, und die Herren Collegen werden sie solange respektieren, als sie sich von ihr Nutzen oder – Vergnügen versprechen.“

Das Buch wurde offenbar kurz nach dem Erscheinen verboten, da einige der porträtierten Autoren sehr negativ dargestellt worden waren. Erst seit 2012 erschienen mehrere Neudrucke.

## Beschriebene Autoren
Dora Duncker beschrieb 31 erfolgreiche und beliebte Schriftsteller und Publizisten, deren Texte von Frauen gerne gelesen wurden. Einige von ihnen wurden sehr kritisch dargestellt.
| Name                  | Bild | Von  | Bis  | Seite | Bemerkungen                                    |
| --------------------- | ---- | ---- | ---- | ----- | ---------------------------------------------- |
| Conrad Alberti        |      | 1862 | 1918 | 14–15 | Schriftsteller und Journalist                  |
| Paul Blumenreich      |      | 1849 | 1907 | 20–21 | Schriftsteller                                 |
| Gustav Dahms          |      | 1853 | 1901 | 8–10  | Chefredakteur von Modezeitschriften            |
| Paul Dobert           |      |      |      | 30    |                                                |
| Georg Engel           |      | 1866 | 1931 | 43–44 | Schriftsteller                                 |
| Hermann Eulenstein    |      |      |      | 38    |                                                |
| Karl Emil Franzos     |      | 1848 | 1904 | 49–50 | bekannter Schriftsteller und Publizist         |
| Adalbert von Hanstein |      | 1861 | 1904 | 22–23 | Schriftsteller                                 |
| Maximilian Harden     |      | 1861 | 1927 | 12–14 | Publizist                                      |
| Heinrich Hart         |      | 1855 | 1906 | 51–52 | erfolgreicher Schriftsteller                   |
| Julius Hart           |      | 1859 | 1930 | 51–52 | Dichter und Literaturkritiker des Naturalismus |
| Otto Erich Hartleben  |      | 1864 | 1905 | 31–32 | Schriftsteller                                 |
| Richard von Hartwig   |      |      |      | 41–42 |                                                |
| Martin Hildebrandt    |      | 1854 | 1925 | 54–55 | Publizist                                      |
| Hugo von Kupffer      |      |      |      | 10–12 | Chefredakteur                                  |
| Hans Land             |      | 1861 | 1939 | 27–28 | Schriftsteller                                 |
| Otto von Leixner      |      | 1847 | 1907 | 16–18 | Schriftsteller, Literaturkritiker              |
| John Henry Mackay     |      |      |      | 28–29 | anarchistischer Schriftsteller                 |
| Georg Malkowsky       |      |      |      | 44–45 |                                                |
| Otto Neumann-Hofer    |      | 1857 | 1941 | 45–48 | Chefredakteur und Schriftsteller               |
| Georg von Ompteda     |      | 1863 | 1931 | 18–20 | Schriftsteller                                 |
| Ludwig Pietsch        |      |      |      | 35–36 |                                                |
| Wilhelm Rubiner       |      |      |      | 53    | Journalist                                     |
| Karl Schneidt         |      | 1854 | 1945 | 23–26 | anarchistischer Herausgeber und Autor          |
| Manuel Schnitzer      |      |      |      | 37    |                                                |
| Julius Stinde         |      | 1841 | 1905 | 34–35 | Journalist und Schriftsteller                  |
| Hermann Teistler      |      |      |      | 56    |                                                |
| Heinz Tovote          |      | 1864 | 1946 | 32–33 | erfolgreicher Romanautor                       |
| Albert Traeger        |      |      |      | 57    |                                                |
| Theodor Wolff         |      | 1868 | 1943 | 39–41 | Chefredakteur des Berliner Tageblatts          |
| Hanns von Zobeltitz   |      |      |      | 48    | Schriftsteller                                 |

## Ausgaben
- Dora Duncker: Meine Herren Collegen! Moment-Aufnahmen von einer jungen Schriftstellerin. Verlag von Gustav Pohlmann, Berlin 1894, kein Exemplar in Bibliotheken oder antiquarisch nachweisbar
- Neuauflage Henricus -Edition Deutscher Klassik 2012
- Neuauflage 2013, mit veränderter Seitenzahl  Digitalisat Text
- Neuauflage 2015, mit veränderter Seitenzahl Auszüge
- Neuausgabe ohne Jahr PDF

(Alle Neuausgaben  gehen wahrscheinlich auf die Edition von 2012 zurück, da das Original nicht oder nur sehr schwer zugänglich ist)